# Lago Natron
Il lago Natron è un lago salino situato a nord della Tanzania e nella Rift Valley africana a circa 600 metri di altitudine, vicino al confine del Kenya. Nei pressi della sua riva a sud est si trova il Vulcano Gelai. Il lago, che raggiunge a malapena i 3 metri di profondità, varia in ampiezza a seconda del livello di riempimento del proprio invaso.
Il suo colore caratteristico, un rosso scuro e profondo con striature biancastre superficiali dovute all'accumulo di sodio, è una particolarità comune a quel tipo di laghi in cui si verificano intensi cicli di evaporazione. Con l'evaporazione dell'acqua durante la stagione asciutta, il livello di salinità aumenta a un punto tale che colonie di microrganismi cominciano rapidamente a prosperare. Questi microrganismi comprendono i cianobatteri, piccoli batteri che si sviluppano in ambiente acquatico traendo nutrimento dalla luce solare con un procedimento simile alla fotosintesi clorofilliana delle piante. Tali batteri contengono il pigmento rosso vivo responsabile del colore del lago Natron, che assume tuttavia variazioni tonali tendenti all'arancione nelle parti dove l'acqua è meno profonda. Oltre a questi batteri, uno dei pochi esseri viventi che può sopravvivere presso le sue acque è il fenicottero minore, grazie a uno strato protettivo corneo su zampe e becco: difatti l'acqua del lago Natron è non solo imbevibile, ma estremamente caustica anche per la pelle. Ciò è dovuto all'elevato contenuto di un composto naturale letale per moltissimi animali: il carbonato idrato di sodio, conosciuto, appunto, come natron.

## Caratteristiche
Utilizzato in passato nelle operazioni di imbalsamazione per le sue proprietà disidratanti, il natron rende le acque del lago simili all'ammoniaca, con un pH estremamente basico (compreso tra 9 e 10,5), mentre la temperatura delle stesse può raggiungere valori proibitivi (fino a 60 °C). Pochi animali possono vivere in questo ambiente caustico, tra cui alcune specie di alghe, pesci estremofili e fenicotteri, che vivono solitamente nei margini del bacino. Al contrario di quanto si pensa il lago non ha proprietà pietrificanti sugli organismi viventi, ma semplicemente le spoglie già senza vita degli animali, entrate in contatto con l'acqua fortemente alcalina e ricca di sali, non subiscono l'effetto della decomposizione, venendo dunque imbalsamati e resi simili a statue.
Tale effetto è spiegato dal fotografo Nick Brandt, nel suo libro Across the ravaged land, nel quale ha pubblicato vari scatti che ritraggono i malcapitati animali, immortalandone le spoglie imbalsamate.

## Set cinematografico
Sulle sponde del lago sono state girate le riprese del documentario naturalistico Il mistero dei fenicotteri rosa, girato dalla Disneynature, nuova divisione dell'industria cinematografica della Walt Disney Pictures.